# Pokrovskoje
Pokrovskoje (ruski Покровское) naselje je u Tjumenjskoj oblasti u Rusiji.
Selo se nalazi na rijeci Tura 24 km jugozapadno od Jarkova. 
Godine 1869. tu je rođen Grigorij Rasputin, prijatelj obitelji cara Nikole II. U čast Rasputinu u selu je otvoren povijesno-kulturni centar „Kazanskij”.
Dana 17. srpnja 1992. u Pokrovskoju je bio otvoren muzej Grigorija Rasputina (koji je k tome i prvi privatni muzej u Rusiji).